# 159
El 159 (CLIX) fou un any comú començat en diumenge del calendari julià.

## Esdeveniments
- A l'Índia, comença el regnat de Shivashri Satakarni, com a rei de la dinastia Satavahana d'Andhra.[1]

## Naixements
- Imperi Romà: Gordià I, emperador. (m. el 238).[2]
- 30 de desembre: Dama Bian, muller de Cao Cao (m. el 230)